# 栃木孝惟
栃木 孝惟（とちぎ よしただ、1935年2月3日 - ）は、日本の国文学者。専門は日本中世文学、特に軍記物語。千葉大学名誉教授。
東京府下谷区生まれ。埼玉県立浦和高等学校を経て、1959年東京大学文学部国文科卒業。1966年、同大学院博士課程単位取得満期退学。1968年千葉大学講師、1970年同助教授、1980年同教授。1998年、定年の1年前に退官、名誉教授、清泉女子大学教授。2005年、清泉女子大学を退職。

## 著書
- 『軍記と武士の世界』吉川弘文館 2001　ISBN　9784642077736
- 『軍記物語形成史序説 転換期の歴史意識と文学』岩波書店 2002.4
- 『源頼政と『平家物語』』吉川弘文館　2023　ISBN　9784642086370

### 共編著
- 『平家物語』市古貞次共著 明治書院(古典アルバム) 1971
- 『平家物語』ほるぷ出版 (日本の文学)　1987
- 『保元物語 新日本古典文学大系 43』岩波書店 1992.7
- 『平家物語の成立』有精堂出版(あなたが読む平家物語)　1993
- 『保元物語の形成』汲古書院(軍記文学研究叢書)1997
- 『平治物語の成立』汲古書院 (軍記文学研究叢書) 1998
- 『延慶本平家物語 1』谷口耕一共編 汲古書院 2000
- 『軍記文学の始発 初期軍記』汲古書院 (軍記文学研究叢書)2000
- 『延慶本平家物語の世界 校訂延慶本平家物語 別巻』松尾葦江共編 汲古書院 2009

## 参考
- J-GLOBAL 2022年9月閲覧